# 云雾猪笼草
云雾猪笼草（學名：Nepenthes nebularum）是原產於菲律賓民答那峨島東南部的豬籠草，該物種由Exotica植物公司經營者杰夫·曼塞尔和菲律宾植物学家沃利·苏亚雷斯共同描述提出。到目前為止只在兩座山上有確切的發現紀錄，主要生長於海拔1800米的亚山地苔藓森林。被認為与柯普蘭豬籠草, 寶特瓶豬籠草和一个符合角型豬籠草描述的分类群較為相似。

## 命名
此品種得命名來源，「nebularum」指的是它被发现时的雾状栖息地。

## 發現
2011年9月，斯图尔特·麦克弗森在民答那峨島东南部的一趟山区旅行中，看到附生生长與寶特瓶豬籠草相似的植物，并从远处拍摄了照片；这次旅行的一些参与者说，这是当时新描述的羅伯坎特利豬籠草的生態環境证据。然而，由于距离太远和周围有雾，除了与寶特瓶豬籠草在表面上有相似之处之外，照片中无法观察到真正足以区分的特征。
在看到这张照片并注意到这些植物与羅伯坎特利豬籠草的不同之处后，Exotica植物公司在2012年组织了几次山区之旅，希望获得这些植物的更多细节。这些工作由菲律宾植物学家和尼泊尔植物/兰花分类学家沃利·苏亚雷斯负责。山上雾气很重，水蛭以及多刺藤条很多，讓登山過程變得十分困难。经过三次尝试，探险队終於成功地找到了一个植物群落，并获得了一组照片，明确区分了这些植物与羅伯坎特利豬籠草和寶特瓶豬籠草的区别。

## 與羅伯坎特利豬籠草的關係
云雾猪笼草与羅伯坎特利豬籠草和寶特瓶豬籠草显示出具有密切的关系。
羅伯坎特利豬籠草目前只知道出現在菲律賓民答那峨島的一个地区，在那里它分布于亚山地到上山地森林。这个物种的地位以前曾遭受质疑，但是植物学家阿拉斯泰尔·罗宾逊, 安德里亚·比安奇, 洛朗·塔尔维和他们同事的探索证实了这个物种在自然界的存在，而且确定了这个物种非杂交，是屬於豬籠草屬的一個物種。
以前描述的作者认为羅伯坎特利豬籠草可能是云雾猪笼草和寶特瓶豬籠草之间的自然杂交，然後现在已經被證明是错误的，因为羅伯坎特利豬籠草已经在新的地方被发现，排除其為自然杂交的可能。